# Messanges (Landes)
Messanges é uma comuna francesa na região administrativa da Nova Aquitânia, no departamento Landes. Estende-se por uma área de 34,73 km². Em 2010 a comuna tinha 1 003 habitantes (densidade: 28,9 hab./km²).